# Hat Works
Hat Works er et museum i Stockport i Greater Manchester i England, som åbnede i 2000. Inden da var hatte udstillet på Stockport Museum og den tidligere Battersby hat factory.
Bygningen blev opført som bomuldsfabrik i 1830–1831, før den blev en del af hattefabrikken i 1890'erne. Det er en listed building af anden grad tæt ved Stockport Station.